# Маршо, Альфред
Альфред Маршо (фр. Alfred Marchot; 31 января 1861, Льеж — 18 июня 1939, Синт-Генезиус-Роде) — бельгийский скрипач, пианист и музыкальный педагог.
Соученик Эжена Изаи по Льежской консерватории, Маршо в дальнейшем на протяжении многих лет был его сподвижником: аккомпанировал ему как пианист, а в 1894 году занял место его ассистента в Брюссельской консерватории и, помимо прочего, руководил струнным квартетом, который своими выступлениями заменял квартет Изаи во время продолжительных гастролей самого Изаи с квартетом или соло. На закате существования квартета Изаи, в 1899 году, Маршо играл в нём вторую скрипку.
Среди наиболее известных учеников Маршо — каталонец Жоан Массиа, перуанец Андрес Сас и сингапурский музыкант Goh Soon Tioe.
Альфреду Маршо принадлежит некоторое количество небольших салонных пьес для скрипки и фортепиано и для фортепиано соло, а также каденция к скрипичному концерту Иоганнеса Брамса.